# 96
| [ Edytuj tabelę ] |                                |
| Cesarz Chin       | - 88 Han Hedi 106              |
| Król Daków        | - 87 Decebal 106               |
| Władca Korei      | - 53 T’aejodae 146             |
| Król Nabatei      | - 70 Rabel II Soter 106        |
| Papież            | - 91 Klemens I 101             |
| Król Partów       | - 78 Pakorus II 105            |
| Cesarz Rzymu      | - 81 Domicjan 96 - 96 Nerwa 98 |

Rok 96 / XCVI
stulecia: I wiek p.n.e. ~
I wiek ~
II wiek

lata: 86 «
91 «
92 «
93 «
94 «
95 «
96
» 97
» 98
» 99
» 100
» 101
» 106

## Wydarzenia
- 18 września – Domicjan zginął zamordowany przez spiskowców. Kolejnym cesarzem rzymskim został Marek Kokcejusz Nerwa.

## Zmarli
- 18 września – Domicjan, cesarz rzymski (ur. 51).
- Dionizy Areopagita, święty, pierwszy biskup Aten.
- Kwintylian, rzymski retor (ur. 35).
- Publiusz Papiniusz Stacjusz, rzymski poeta.